# 英國皇家空軍軍旗
皇家空軍軍旗（Royal Air Force Ensign）是皇家空軍的旗幟。這面旗幟的底色是藍色，左上方有英國國旗，右側是皇家空軍的識別標誌。